# Régiment de Vexin
Pour les articles homonymes, voir régiment de Vexin (homonymie).
Le régiment de Vexin est un régiment d'infanterie du royaume de France, créé le 1er mars 1674 sous le nom de régiment de Castries, devenu sous la Révolution le 72e régiment d'infanterie de ligne.

## Création et différentes dénominations
- 1er mars 1674 : création du régiment de Castries
- 16 avril 1695 : renommé régiment de Morangiès
- 2 août 1705 : renommé régiment de Louvigny
- 27 janvier 1711 : renommé régiment de Bacqueville
- 7 octobre 1728 : renommé régiment de La Trémouille
- 24 septembre 1731 : renommé régiment de Tessé
- 21 août 1734 : renommé régiment de Sennectère
- 12 mars 1739 : renommé régiment de Chaillou
- 22 août 1743 : renommé régiment de Ségur
- 1er décembre 1745 : renommé régiment de Gensac
- 1er janvier 1748 : renommé régiment de Vastan
- 5 novembre 1761 : renommé régiment de Bouillé
- 10 décembre 1762 : prend le titre de régiment de Vexin
- 1er janvier 1791 : devient le 72e régiment d’infanterie de ligne

## Mestres de campetcolonels
- 1er mars 1674 : René Gaspard de La Croix, marquis de Castries
- 4 avril 1674 : Joseph François de La Croix, marquis de Castries[1]
- 16 avril 1695 : Charles de Molette, marquis de Morangiès[2]
- 2 août 1705 : Louis Antoine Armand de Gramont, duc de Louvigny
- 27 janvier 1711 : Jean François Boyvin, marquis de Bacqueville
- 7 octobre 1728 : Charles René Armand, duc de Trémoille
- 24 septembre 1731 : René Marie de Froulay, marquis de Tessé[3]
- 21 août 1734 : Henri, marquis de Sennectère
- 12 mars 1739 : N. Amelot de Villedomain, marquis de Chaillou
- 22 août 1743 : Henri Philippe, comte de Ségur
- 1er décembre 1745 : Gilles de La Roche, comte de Gensac
- 1er janvier 1748 : N., marquis de Vastan
- 5 novembre 1761 : François Claude Amour du Chariol, marquis de Bouillé
- 26 février 1777 : Charles Armand Fidèle de Durfort, comte de Duras
- 1er janvier 1784 : Étienne Charles, chevalier de Damas-Crux
- 21 octobre 1791 : Jean-Baptiste Chauvet d'Allons

## Historique des garnisons, combats et batailles du régiment

### Régiment de Castries (1674-1695)

#### Guerre de Hollande
Ce régiment est créé par ordonnance du 1er mars 1674. Il est formé à Montpellier par  René Gaspard de La Croix, marquis de Castries, qui en cède immédiatement le commandement à son fils Joseph François de La Croix, marquis de Castries. 
En 1674, le régiment est à 2 bataillons. Son uniforme comprend un habit, veste et culotte blancs, parements, revers, et collet verts, poches en long, garnie de 4 boutons dont 2 au milieu, le dessous de la manche et du parement fermé par 6  petits boutons, 6 petits au revers et 3 gros au dessous, boutons jaunes no 58. Chapeau bordé de galon blanc. Drapeau brun.
Il demeure d'abord en garnison à Montpellier et en 1677, il est envoyé à l'armée de Roussillon dans le cadre de la guerre de Hollande. Le 4 juillet 1677, il fait ses premières armes à la bataille d'Espouilles, où il contribue à la complète ruine des régiments espagnols d'Aragon, de Medina-Sidonia, de Palma et de Monteleone.
En 1678, Le régiment sert encore avec distinction au siège de Puycerda. Le 16 mai, un détachement de 200 hommes s'empare d'une tour qui commandait un passage à une lieue de la place et y fait 40 prisonniers. Le régiment de Castries reste en garnison à Puigcerdà jusqu'à la paix.
En 1681, le régiment, désigné pour l'expédition de secrète dont le but était l'occupation de Casal dans le Montferrat. Il arrive le 25 septembre à Pignerol, et dans la nuit du 1er octobre, il est reçu dans la citadelle de Casal, où il demeure quelque temps en garnison .

#### Guerre des Réunions
En 1683, il est employé contre les protestants du Languedoc.
L'année suivante, dans la guerre des Réunions, il passe en Catalogne avec le maréchal de Bellefonds, le régiment se trouve, le 11 mai, il combat au passage du Terà Puente-major, et termine cette campagne par le siège de Gérone.

#### Guerre de la Ligue d'Augsbourg
Au mois d'août 1688, dans le cadre de la guerre de la Ligue d'Augsbourg, il se rend dans l'électorat de Cologne et prend ses quartiers d'hiver à Nuytz.
Le 12 mars 1689, il marche au secours du régiment de Fürstemberg logé dans les environs, qui s'était laissé surprendre par un gros corps brandebourgeois. Depuis huit heures du matin jusqu'à la nuit, le régiment de Castries soutint les efforts de plus de 4 000 chevaux et parvint à faire une belle retraite sans se laisser entamer. Il se retire à Bonn, et se fait peu après remarquer dans la défense de cette place.
Passé à l'armée de Flandre en 1690, il se trouve à la bataille de Fleurus durant laquelle le colonel eut un cheval tué sous lui et est blessé.
En 1691, le régiment fait le siège de Mons. Après la prise de Mons, on l'envoya en Alsace. Il fait deux campagnes sur cette frontière, se rend en 1694 sur les Alpes, passe l'hiver suivant à Pignerol.

### Régiment de Morangiès (1695-1705)

#### Guerre de la Ligue d'Augsbourg
Devenu régiment de Morangiès, le 16 avril 1695, il sert en 1696 au siège de Valenza, et après que la paix eut été faite avec Victor-Amédée II, le duc de Savoie, il revint sur le Rhin, et y est employé sous le maréchal de Choiseul jusqu'à la paix générale.

#### Guerre de Succession d'Espagne
Le régiment, dirigé sur l'Italie dès le mois de décembre 1700, fait la campagne de 1701 sous les ordres du maréchal de Villeroy et participe aux batailles de Carpi et de Chiari. On le trouve, en 1702, aux batailles de Crémone, de Luzzara et aux prises de Luzzara et de Borgoforte, puis il prend cette année ses quartiers d'hiver à Sabionnetto.
Un 2e bataillon, créé le 1er février 1701, qui était d'abord resté dans les garnisons de Flandre, rejoint à la fin de 1702 l'armée d'Italie et fait partie de la garnison de Mantoue .
En 1703, le 1er bataillon suit le duc Vendôme dans le pays de Trente, en Italie, et se trouve aux prises de Nago et d'Arco, et plus tard aux combats de Stradella. Après la retraite de l'armée, les deux bataillons sont jetés dans Torbole, où ils sont attaqués le 19 septembre. Les fortifications de cette ville qui ne consistaient qu'en quelques redoutes construites à la hâte, le régiment fait si bonne contenance, que l'ennemi se retire.
Le 11 janvier 1704, le régiment de Morangiès combat à Castelnuovo de Bormia, où le colonel est blessé. Il sert ensuite aux sièges de Verceil, d'Ivrée et de Verrue.
Le 1er mars 1705, il se distingue à l'attaque du fort de l'Ile de Verrue, et, à la fin d'avril, il va faire le siège de La Mirandole. Le 24 juin, il ouvre la tranchée devant Chivasso, et le même jour le colonel de Morangiès est mortellement frappé par une balle qui lui fracasse l'épaule.

### Régiment de Louvigny (1705-1711)

#### Guerre de Succession d'Espagne
Le 16 août 1705, sous le nom de régiment de Louvigny, il combat à Cassano et il prend son quartier d'hiver à San-Martino de Bisole.
L'année suivante, il se trouve à la bataille de Calcinato, au siège et à la bataille de Turin, et, après que l'armée eut repassé les Alpes, il est envoyé en Flandre, où il fait la campagne de 1707 dans la brigade du régiment de Gondrin.
Il assiste en 1708 à la défaite d'Audenarde, et, pendant le siège de Lille, il demeure au camp de Pottes avec le chevalier de Croissy.
Il fait partie, en 1709, de la brigade de Champagne et appuie les efforts de ce vieux corps à la journée de Malplaquet et partage en 1710 la fortune du régiment de Bourbonnais.

### Régiment de Bacqueville (1711-1728)

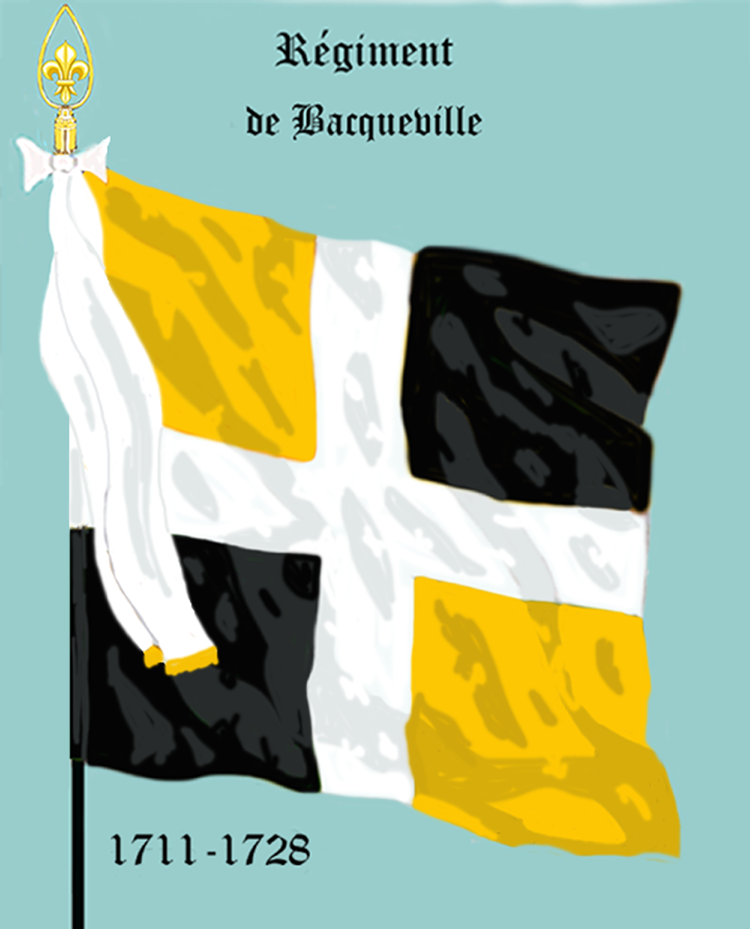
Régiment de Bacqueville de 1711 à 1728

#### Guerre de Succession d'Espagne
Devenu régiment de Bacqueville le 27 janvier 1711, il participe à l'attaque d'Arleux et finit la campagne dans Valenciennes.
En 1712, le régiment, toujours en garnison à Valenciennes, partage, le 10 juillet, la gloire que s'acquiert le régiment de Bourbon au combat de Beuvrage, où ces corps défirent un parti de fourrageurs qui était venu jusque dans les faubourgs de la place. Après la victoire de Denain, le régiment sort de Valenciennes et contribue à la reprise de Douai, Siège du Quesnoy et de Bouchain.
Il passe, en 1713, à l'armée d'Allemagne, se distingue, le 18 août, à l'attaque des contre-gardes de Landau, contribue à la défaite du général Vaubonne et termine cette guerre par le siège de Fribourg. Le 2e bataillon est réformé en 1715 après la paix.
On trouve le régiment d'infanterie de Bacqueville en 1718 à l'île d'Oléron.
On trouve le régiment, en 1727 , au camp de la Sambre.

### Régiment de La Trémouille (1728-1731)

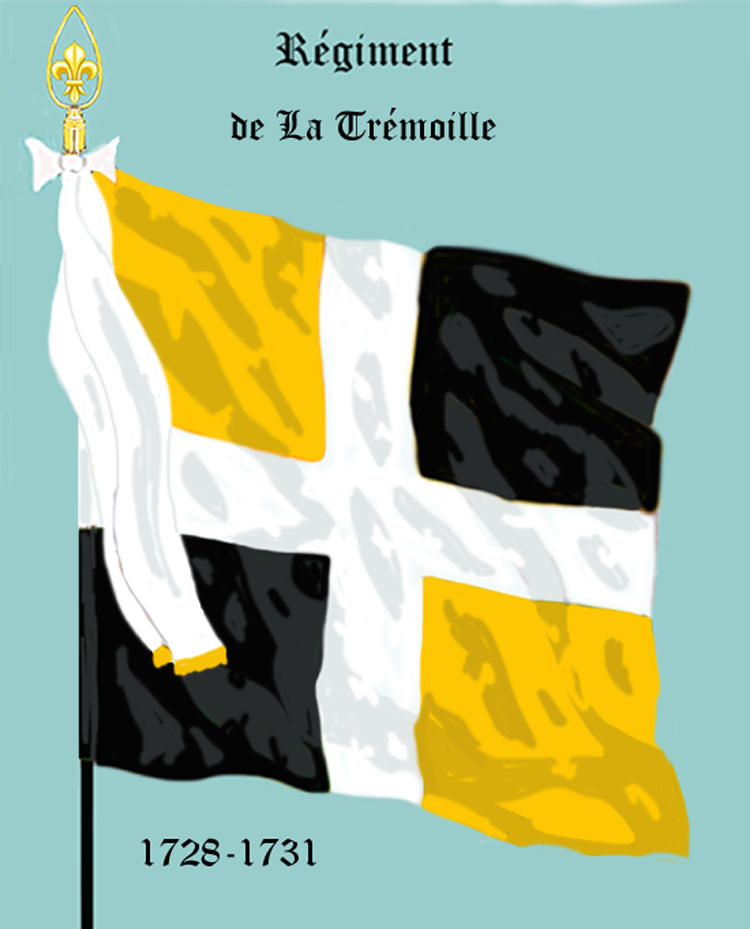
Régiment de La Trémouille de 1728 à 1731

#### Période de paix
Le 7 octobre 1728, il prend le nom de régiment de La Trémouille et en 1731, il se trouve à Montpellier où il sert de garde à l'infant don Carlos pendant le séjour que fait le
prince dans cette ville.

### Régiment de Tessé (1731-1734)

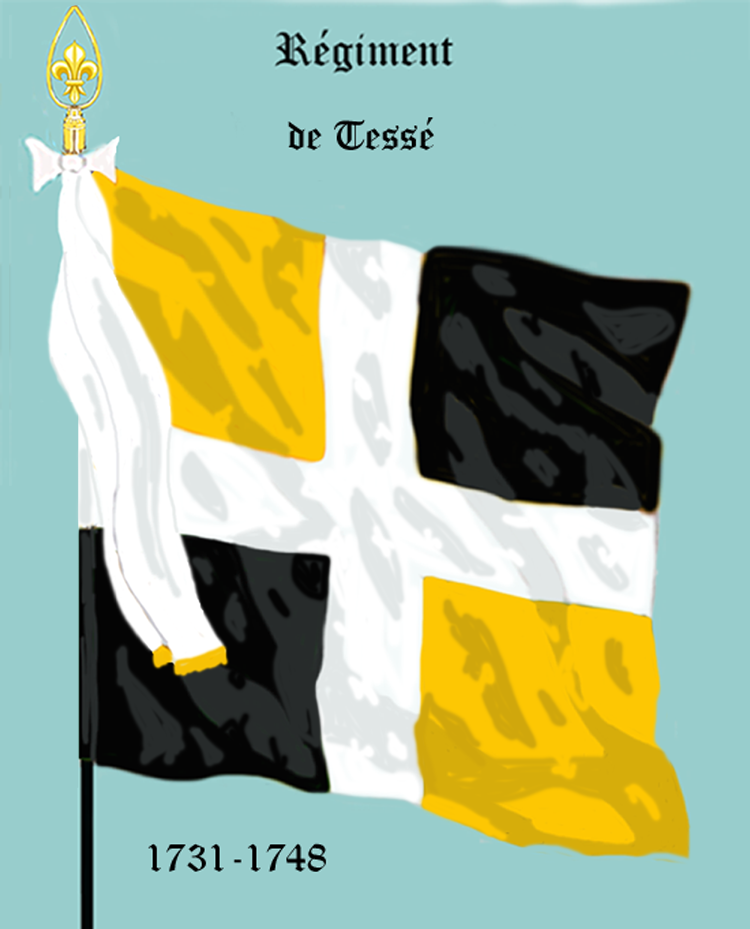
Régiment de Tessé de 1731 à 1734

#### Guerre de Succession de Pologne
Le 24 septembre 1731 il prend le nom de régiment de Tessé.
En 1733, il passe en Italie à l'ouverture de la guerre de Succession de Pologne et débute par les sièges de Gera d'Adda et de Pizzighetone. Le 15 décembre, il ouvre la tranchée en même temps que les Gardes Piémontaises, devant le château de Milan.
On le voit, en 1734, aux prises de Serravalle, de Novare, de Tortone et de La Mirandole, à l'attaque de Colorno et aux batailles de Parme et de Guastalla durant laquelle le colonel de Tessé, qui venait d'obtenir le commandement du régiment de La Reine, est blessé.

### Régiment de Sennectère (1734-1739)

#### Guerre de Succession de Pologne
Il prend le nom de régiment de Sennectère après avoir été donné le 21 août 1734 à Henri, marquis de Sennectère il coopère, en 1735, à la soumission de Revere et rentre en France au milieu de 1736.
Au mois de janvier 1739 il s'embarque pour la Corse.

### Régiment de Chaillou (1739-1743)

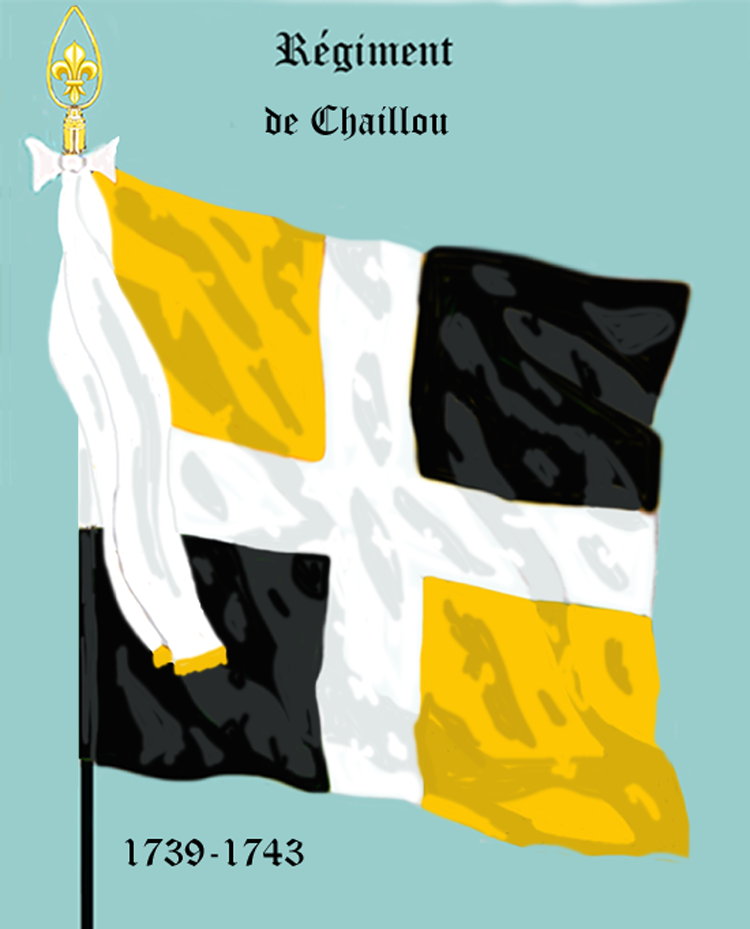
Régiment de Chaillou de 1739 à 1743
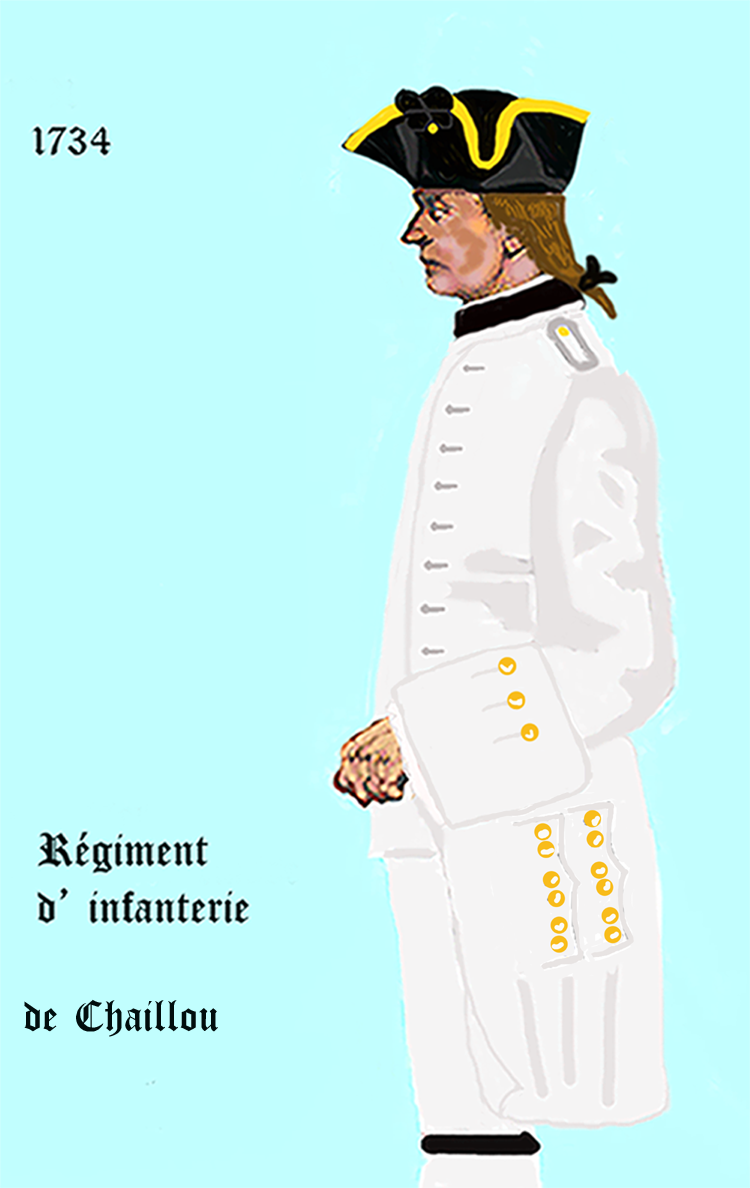
Uniforme de 1734 à 1762

#### Campagne de Corse
Le 12 mars 1739 , il prend le nom de régiment de Chaillou, et se distingue, le 3 juin, aux combats de San-Giacomo et du col de Bigorno.

#### Guerre de Succession d'Autriche
Rappelé sur le continent au début de la guerre de Succession d'Autriche, il demeure sur les côtes de la Provence de 1741 à 1744.

### Régiment de Ségur (1743-1745)

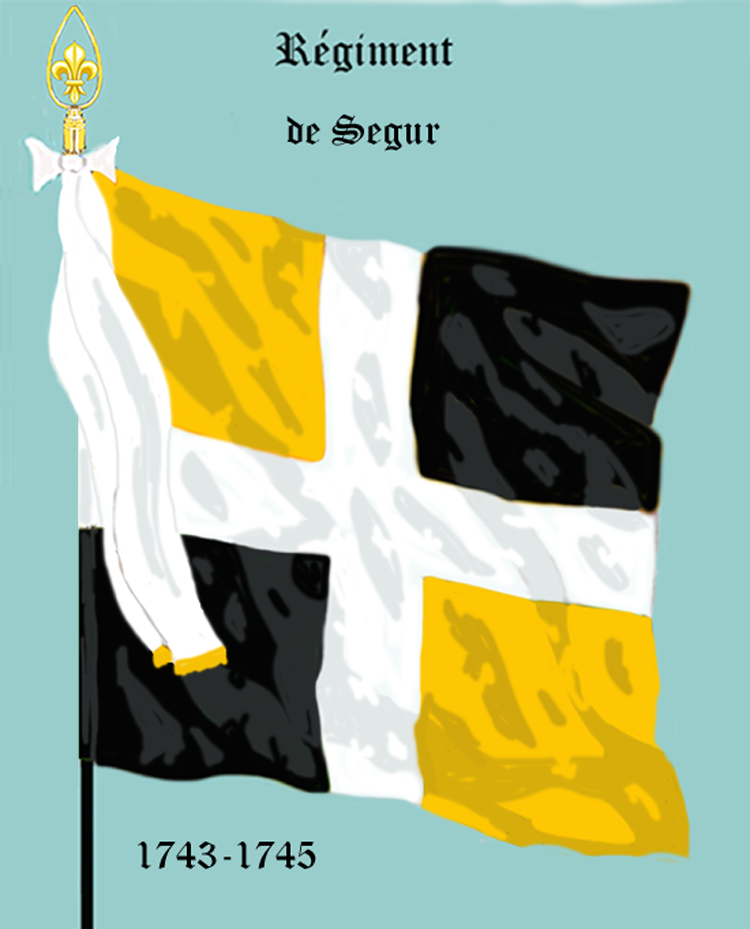
Régiment de Segur de 1743 à 1745

#### Guerre de Succession d'Autriche
Devenu régiment de Ségur le 22 août 1743, il franchit le Var en 1744, et se trouve à la prise de tous les forts qui entourent Nice, à la réduction de Château Dauphin et de Démont, au siège de Coni et à la bataille livrée le 30 septembre sous les murs de cette place.
En 1745, il se signale aux sièges de Tortone, de Novare, de Serravalle, d’Acqui, d'Alexandrie, de Casal, de Pavie, de Plaisance, de Valenza, et le 27 septembre, au combat du Tanaro.

### Régiment de Gensac (1745-1748)

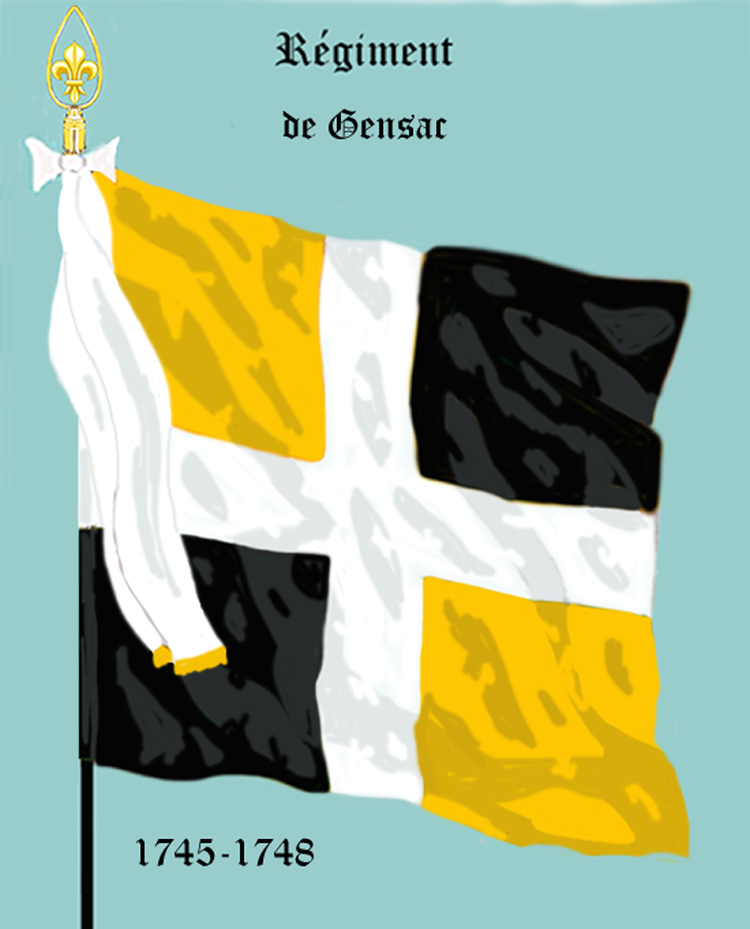
Régiment de Gensac de 1745-1748

#### Guerre de Succession d'Autriche
Le 1er décembre 1745, devenu régiment de Gensac, il est jeté dans Asti avec le régiment de Lyonnais, et y est fait prisonnier en 1746.
Échangé en 1747, le régiment de Gensac est rétabli le 1er juillet sur le pied de deux bataillons, et il continue de servir sur les Alpes jusqu'à la paix.

### Régiment de Vastan (1748-1761)

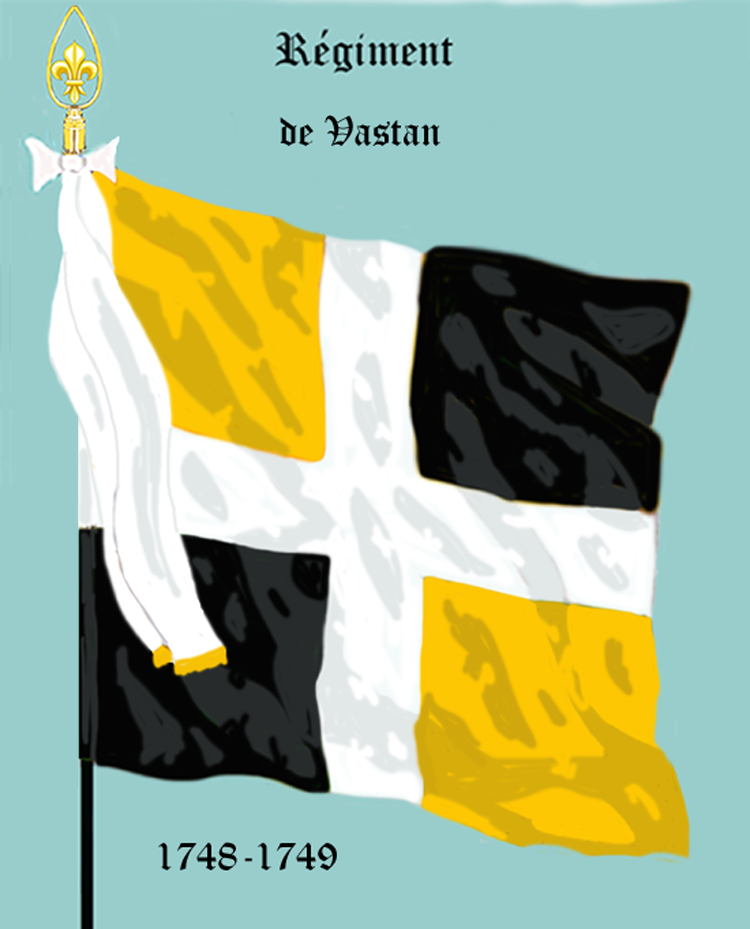
Régiment de Vastan de 1748 à 1749

#### Période de paix
Le 1er janvier 1748, il est renommé régiment de Vastan.
Le 30 octobre 1748, il est réduit à un bataillon mais l'incorporation du régiment de Luxembourg, le 10 mars 1749, le reporte à deux bataillons.

#### Guerre de Sept Ans
Au début de la guerre de Sept Ans, le régiment de Vastan, fait partie de l'armée de Hanovre et de l'avant-garde commandée par le prince de Beauvau. Le 24 avril 1757, il occupe Münster sans résistance, il assiste le 24 juillet à la bataille de Hastenbeck, pénétre jusqu'au fond du Hanovre et achève la campagne au camp d'Halberstadt.
Ramené sur le Rhin dans les premiers mois de 1758, il entre le 25 juin dans Düsseldorf avec deux autres bataillons français et huit bataillons palatins. Le 29 juin, le gouverneur de Dusseldorf pour l'impératrice Marie-Thérèse, accepte une capitulation que les Français refusèrent de signer. Le régiment rejoignit alors la division de Chevert et se distingue à l'attaque du pont de Rees.
En 1759 , il sert sous le commandement du maréchal de Contades, et est écrasé, le 1er août, à la bataille de Minden durant laquelle le colonel de Vastan, dangereusement blessé à l'épaule, demeura entre les mains de l'ennemi. Hors d'état de continuer à tenir la campagne, le régiment est renvoyé en France et ne reparait à l'armée qu'en 1761. Le 3 octobre 1761, le marquis de Vastan, après la prise de Wolfenbüttel, était cantonné au village d'Ölper (désormais un quartier de la ville de Brunswick, en Basse-Saxe), sur la rive gauche de l'Oker, au-dessous de Brunswick, avec 500 hommes de son régiment, 300 chevaux et une pièce de canon. Il y est vivement attaqué par le prince Frédéric de Brünswick avec six bataillons, soutenus par douze escadrons qui avaient à leur tête le général Lückner. La plus vigoureuse résistance ne put empêcher le poste d'être forcé. Le colonel, abandonné par sa cavalerie, se fit tuer avec la moitié de son bataillon, dont le reste fut pris. Les ennemis avaient perdu plus de 200 hommes.

### Régiment de Bouillé (1761-1762)

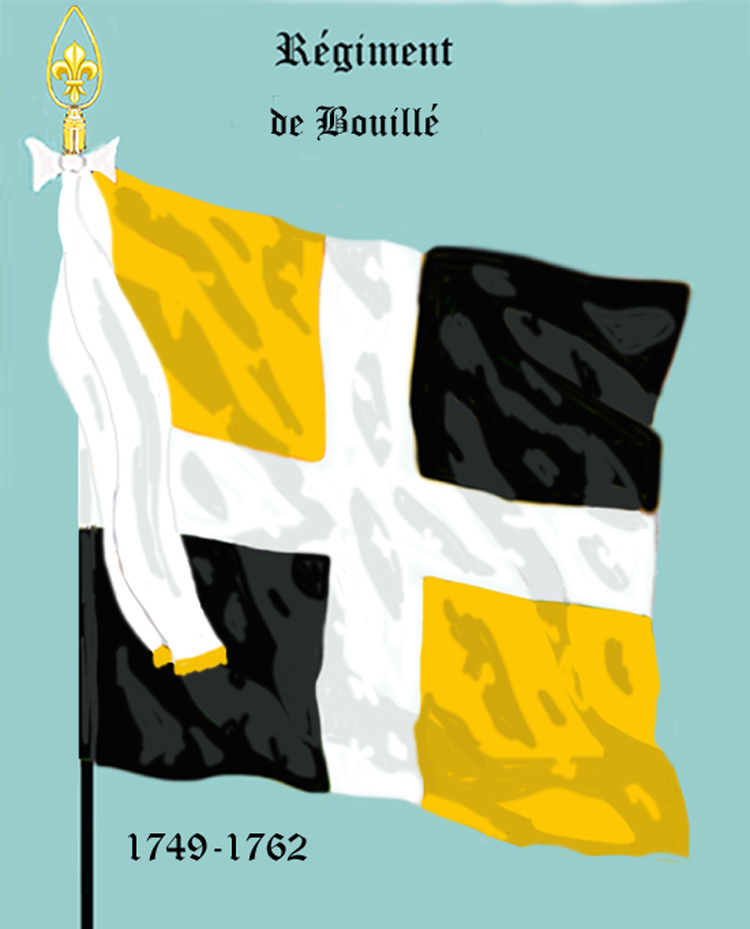
Régiment de Bouillé de 1749 à 1762

#### Guerre de Sept Ans
Le régiment, ruiné une seconde fois, est donné au marquis de Bouillé le 5 novembre 1761, et ne put faire la campagne de 1762.
Rentré en France les restes du régiment sont envoyés à Guérande près de l'embouchure de la Loire, et il passe en 1762 à Saint-Brieuc.

### Régiment de Vexin (1762-1791)

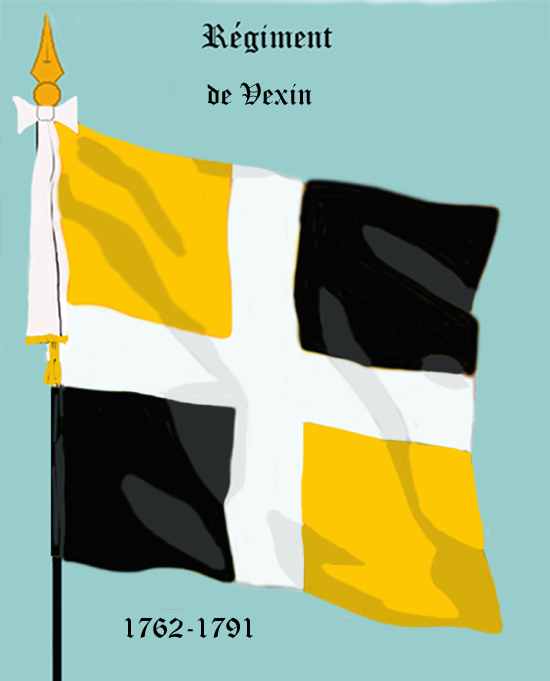
Régiment de Vexin de 1762 à 1791
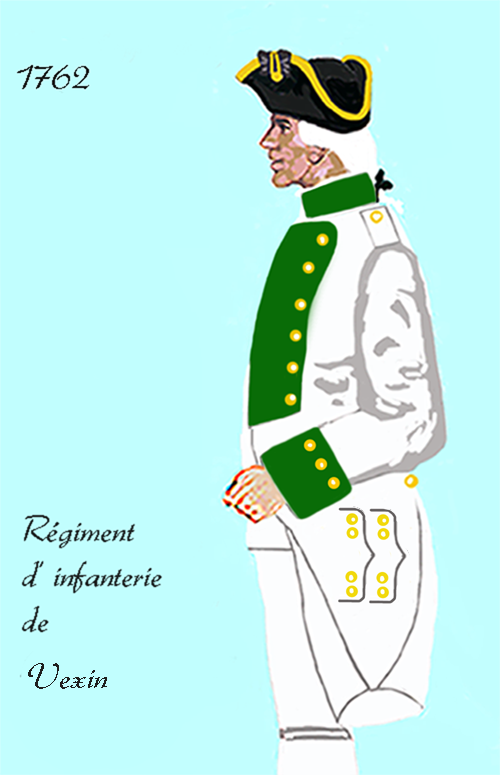
Régiment de Vexin de 1762 à 1776
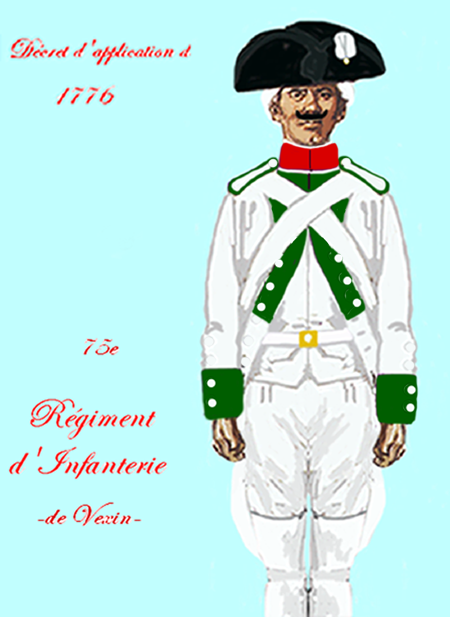
Régiment de Vexin de 1776 à 1779
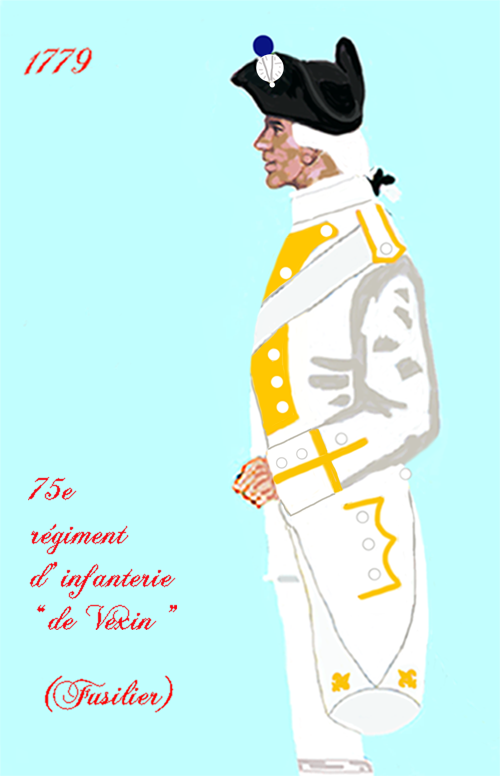
Régiment de Vexin de 1779 à 1791
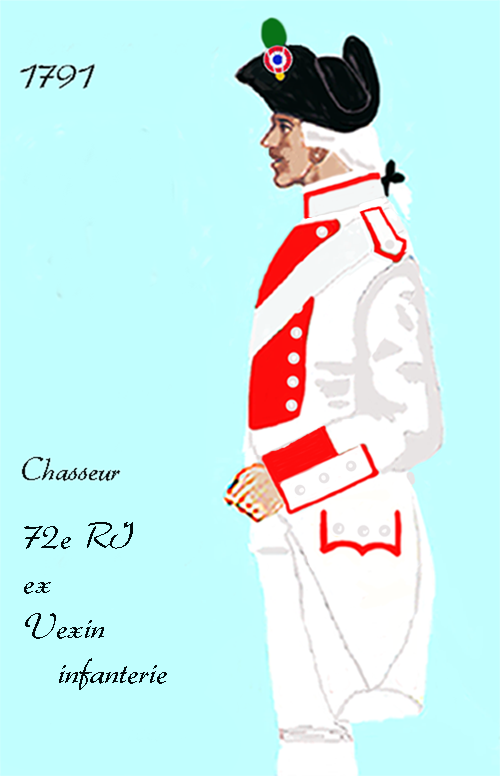
72e régiment d’infanterie de ligne de 1791 à 1792
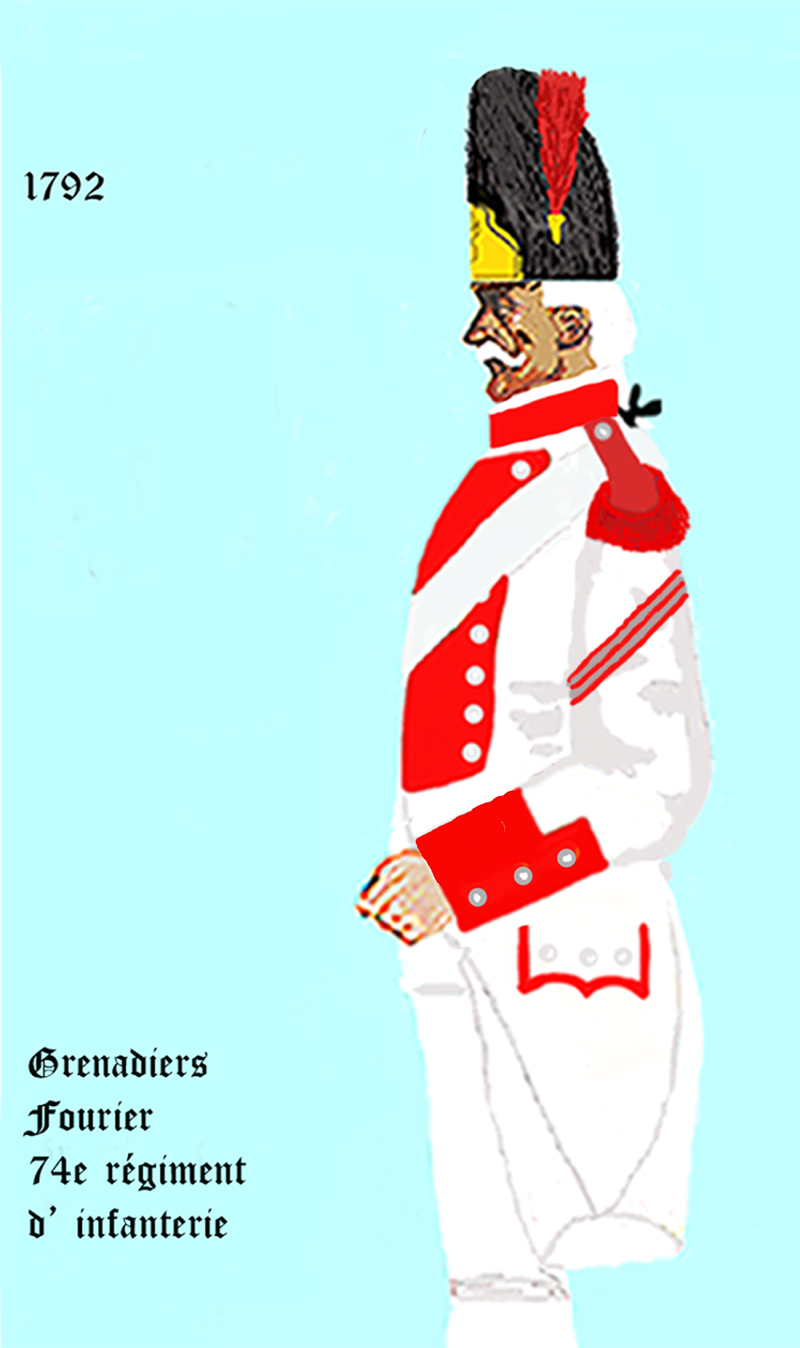
Grenadier du 72e régiment d’infanterie de ligne de 1792 à 1796

#### Période de paix
Par suite de l'ordonnance du 10 décembre 1762, il cesse d'être régiment de gentilshommes, et prend le titre de « régiment de Vexin » qui avait été porté par un autre corps réformé en 1749. L'ordonnance arrête également l'habillement et l'équipement du régiment comme suit. Habit, veste et culotte blancs, parements, revers et collet verts, une poche en long, garnie de quatre boutons, dont deux au milieu, trois boutons sur la manche, quatre petits au revers et quatre gros au-dessous : boutons jaunes et plats, avec le no 58. Chapeau bordé d'or.
Affecté au service des ports, de la Marine et des Colonies le régiment de Vexin, quitte Saint-Brieuc pour prendre garnison à Lorient en mai 1763.
Au mois d'août 1765, il s'embarque pour les Antilles et est partagé entre la Martinique et la Guadeloupe.
Le 1er bataillon revint en Europe en novembre 1771 et fut mis en garnison à Bordeaux, d'où il passa à Blaye en septembre 1772. Un détachement du régiment qui avait été envoyé en Guadeloupe forme, le 18 août 1772, le régiment de la Guadeloupe.
Le 2e bataillon, qui était resté en Guadeloupe, rentra à Rochefort le 14 avril 1773, et un mois après, tout le régiment se trouvait dans cette ville.

#### Guerre d'indépendance des États-Unis
Le régiment est envoyé au commencement de 1774 à Béziers et Alès, et au mois de novembre de la même année à Maubeuge, d'où il est allé à Metz en novembre 1776, à Lille en avril 1778, à Calais en juillet 1778, à Caudebec et Pont-Audemer en juillet 1779, à Evreux en décembre 1779, à Pont-Audemer et Honfleur en juin 1780, à Valognes en octobre 1780, à Cambrai en octobre 1781, et à Dunkerque en octobre 1782.
Pendant le séjour que le régiment fit à Calais en 1778, un détachement d'une quinzaine de chasseurs monté sur un bateau smogleur s'empara, le 21 décembre, à l'abordage d'un navire anglais armé de six canons et de deux pierriers, qui croisait entre Gravelines et Calais, et mena sa prise à Dunkerque. Ce hardi coup de main est la seule part que le corps ait prise à la guerre d'indépendance des États-Unis.

#### Période de paix
En novembre 1783 le régiment quitte Dunkerque pour Tonnay-Charente. Après avoir travaillé quelque temps au dessèchement des marais de Rochefort, il est allé à Nîmes en juillet 1784, à Perpignan en octobre 1785, puis à Aix et Marseille en mai 1788. Ce fut là qu'il subit le contre-coup de la Révolution.

#### Révolution française

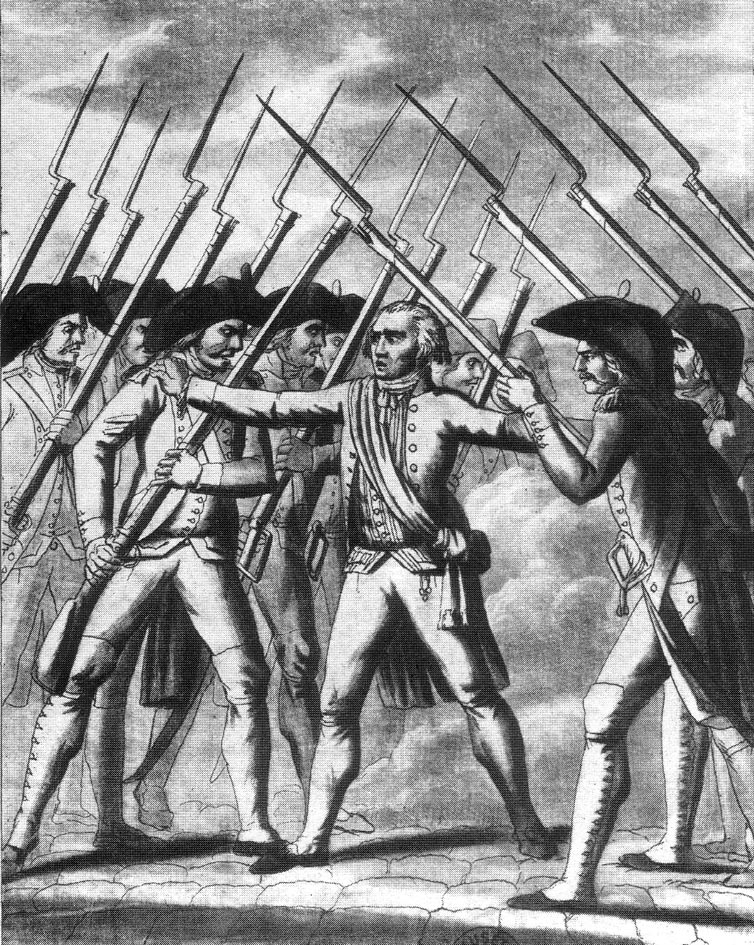
Le maire Jean Espariat s'interpose entre les soldats patriotes de Vexin et ceux, royalistes, de Royal-Marine sur le Cours Saint-Louis à Aix, le 26 mai 1790.

Le 30 avril 1790, trois compagnies, qui étaient casernées au fort Notre-Dame-de-la-Garde de Marseille, furent accusées, non sans quelque raison, d'avoir laissé occuper ce fort par la populace marseillaise. Cette portion du régiment montra, en effet, un grand enthousiasme pour la liberté et laissa beaucoup à désirer sous le rapport de la discipline. Le soir du même jour, la garde nationale exigea que les forts Saint-Jean et Saint-Nicolas lui fussent remis, et les commandants de ces forts obéirent.
Cette affaire provoqua de vives plaintes portées par le ministre de la guerre au sein de l'Assemblée nationale, qui enjoignit au ministre d'expédier l'ordre à Marseille de faire évacuer les forts par la garde nationale et le régiment de Vexin et de les remettre à la garde du régiment suisse d'Ernest. Le régiment de Vexin évacua les forts, mais il demeura dans la ville, et quand, au mois d'août, il reçut l'ordre de se rendre à Antibes et Monaco, la municipalité de Marseille s'opposa formellement à son départ. On finit cependant par transiger, et les passions s'étant un peu calmées, un bataillon de Vexin se mit en route pour Monaco au mois d'octobre. L'autre ne quitta Marseille qu'en septembre 1791 pour aller à Antibes, où le régiment fut réuni.
L'ordonnance du 1er janvier 1791 fait disparaître les diverses dénominations, et les corps d'infanterie ne sont désormais plus désignés que par le numéro du rang qu'ils occupaient entre eux. Ainsi, 101 régiments sont renommés et le régiment de Vexin devient le 72e régiment d'infanterie de ligne. Les régiments sont toutefois largement désignés avec le terme ci-devant, comme 72e régiment d'infanterie ci-devant Vexin.

### 72erégiment d'infanterieci-devant Vexin (1791-1793)

#### Guerres de la Révolution
1er bataillon
Le 1er bataillon de Vexin est appelé, au mois de mai 1792, à Besançon, puis à l'armée du Rhin. En 1793, on l'envoie sur la frontière du Nord et il défend Valenciennes. Après la perte de cette place, il se retire à Laon, d'où il est dirigé sur l'armée de l'Ouest chargée de combattre l'insurrection vendéenne. Il prend part jusqu'à la fin à la guerre civile.
Lors du premier amalgame, le 1er bataillon du 72e régiment d'infanterie de ligne (ci-devant Vexin) qui devait former le noyau de la 133e demi-brigade n'a pas été amalgamé. Lors du second amalgame, il sera incorporé dans la 70e demi-brigade de deuxième formation.
2e bataillon
Le 2e bataillon de Vexin fit partie de l'armée du Var, contribua à la conquête du comté de Nice. Il se distingua le 19 novembre 1792 à l'attaque de Sospel, où il était à la tête de la colonne du centre, dirigée par le général d'Anselme lui-même. Ce bataillon passa, l'année suivante, à l'armée des Pyrénées occidentales, se fait encore remarquer dans l'invasion de la vallée de Roncevaux.
Le 16 germinal an III (5 avril 1795), le 1er bataillon est amalgamé, dans la 134e demi-brigade de première formation, formée avec le 3e bataillon de volontaires des Basses-Pyrénées et le 4e bataillon de volontaires des Basses-Pyrénées.

## Personnalités
- Jean Baptiste Arnaud alors simple soldat, puis caporal et sergent.
- Hervé Clérel de Tocqueville alors lieutenant.
- Le père de Jacques-Raymond de Richier de la Rochelongchamp était capitaine au régiment de Vexin.
- Joseph Rosny alors simple soldat puis sergent-fourrier.